# Achaearanea pusillana
Achaearanea pusillana är en spindelart som först beskrevs av Roewer 1942.  Achaearanea pusillana ingår i släktet Achaearanea och familjen klotspindlar.
Artens utbredningsområde är Franska Guyana. Inga underarter finns listade i Catalogue of Life.